# Castelo de St. John

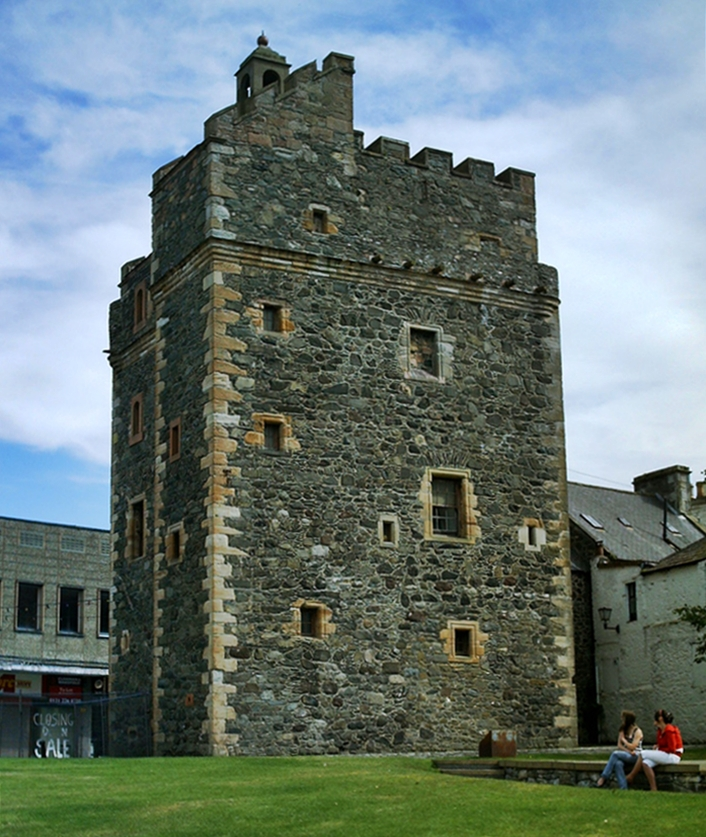
Castelo de St. John, Escócia.

O Castelo de St. John (em língua inglesa Castle of St. John) é uma torre localizada em Dumfries and Galloway, Escócia.
A torre foi protegida na categoria "A" do "listed building", em 20 de julho de 1972.